# Place de l’Europe (Luxemburg)
Der Europaplatz (Place de l’Europe) ist ein zentraler Platz im Europaviertel (Quertie Européen Sud) des Kirchberg-Plateaus in der luxemburgischen Hauptstadt.
An diesen Platz grenzt die Avenue John F. Kennedy, die Rue du Fort Thüngen und die Rue Jules Wilhelm.

Die direkt um den Platz liegenden Gebäude sind der Tour Alcide de Gasperi (Teil des European convention-center incl. Sekretariat des EU-Parlaments), die Philharmonie, das Robert-Schuman-Gebäude, ein Hotel sowie das Fort Thüngen, einst Teil der Festung Luxemburg, heute Gebäude des Musée d’Art Moderne Grand-Duc Jean (MUDAM). 
In unmittelbarer Nachbarschaft finden sich die Gebäude des Europäischen Gerichtshofs, der Europäischen Investitionsbank und des Europäischen Rechnungshofs.
Der Platz hat neben diversen Bushaltestellen der Stadtbus-(AVL) und Überlandlinien (RGTR) auch zwei Tram-Haltestellen (Philharmonie und Europaparlament).
In unmittelbarer Nähe befindet sich ein fußläufig erreichbarer Zugang zur Standseilbahn Pfaffenthal-Kirchberg, über den auch die Luxemburgischen Eisenbahnen CFL angebunden ist.
Unter dem Platz befindet sich außerdem ein in mehrere Teile gesplittetes Parkhaus – ein Teil davon öffentlich zugänglich.

## Bildergalerie

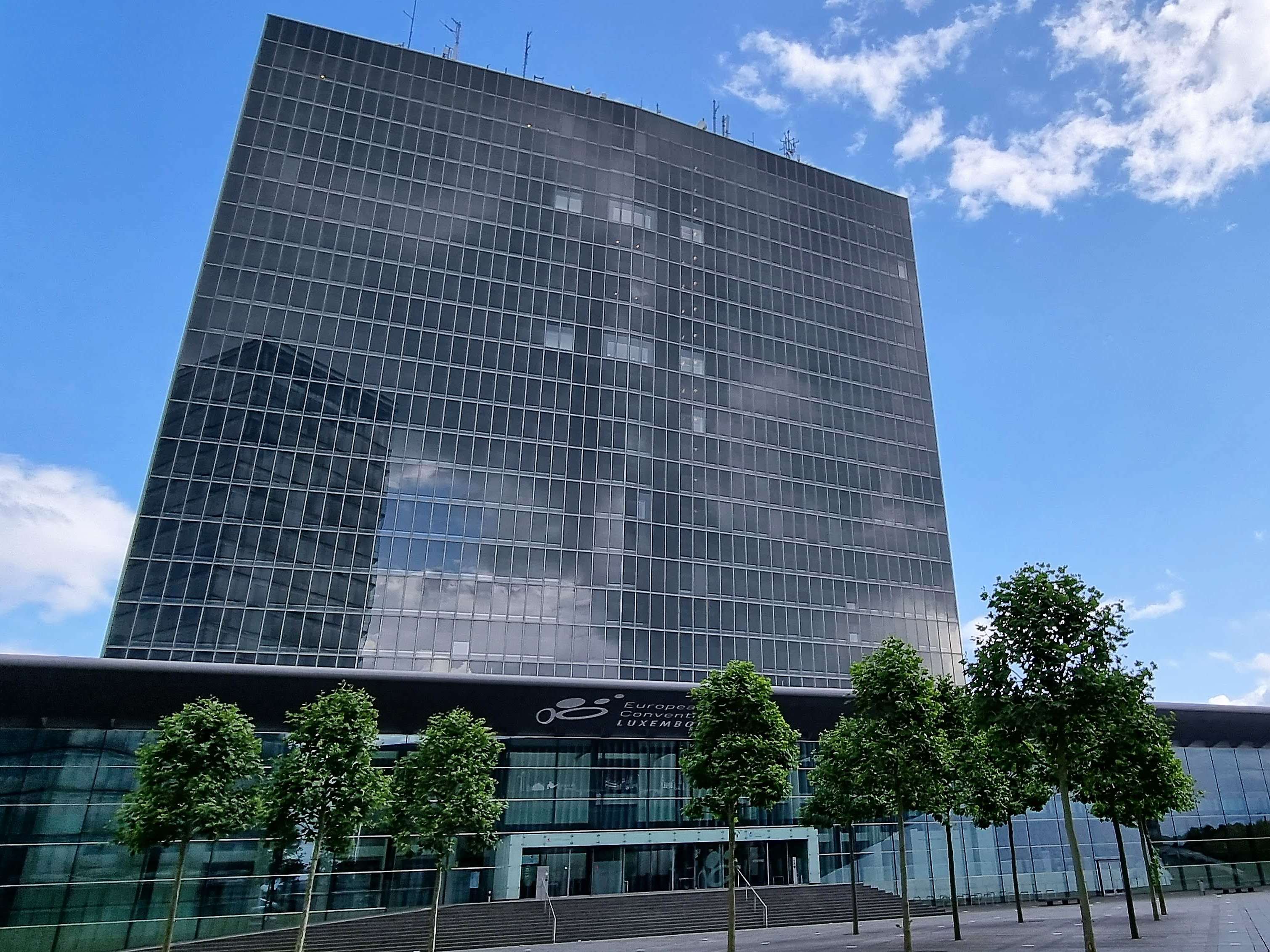
Der Tour Alcide de Gasperi (European Convention-Centre)
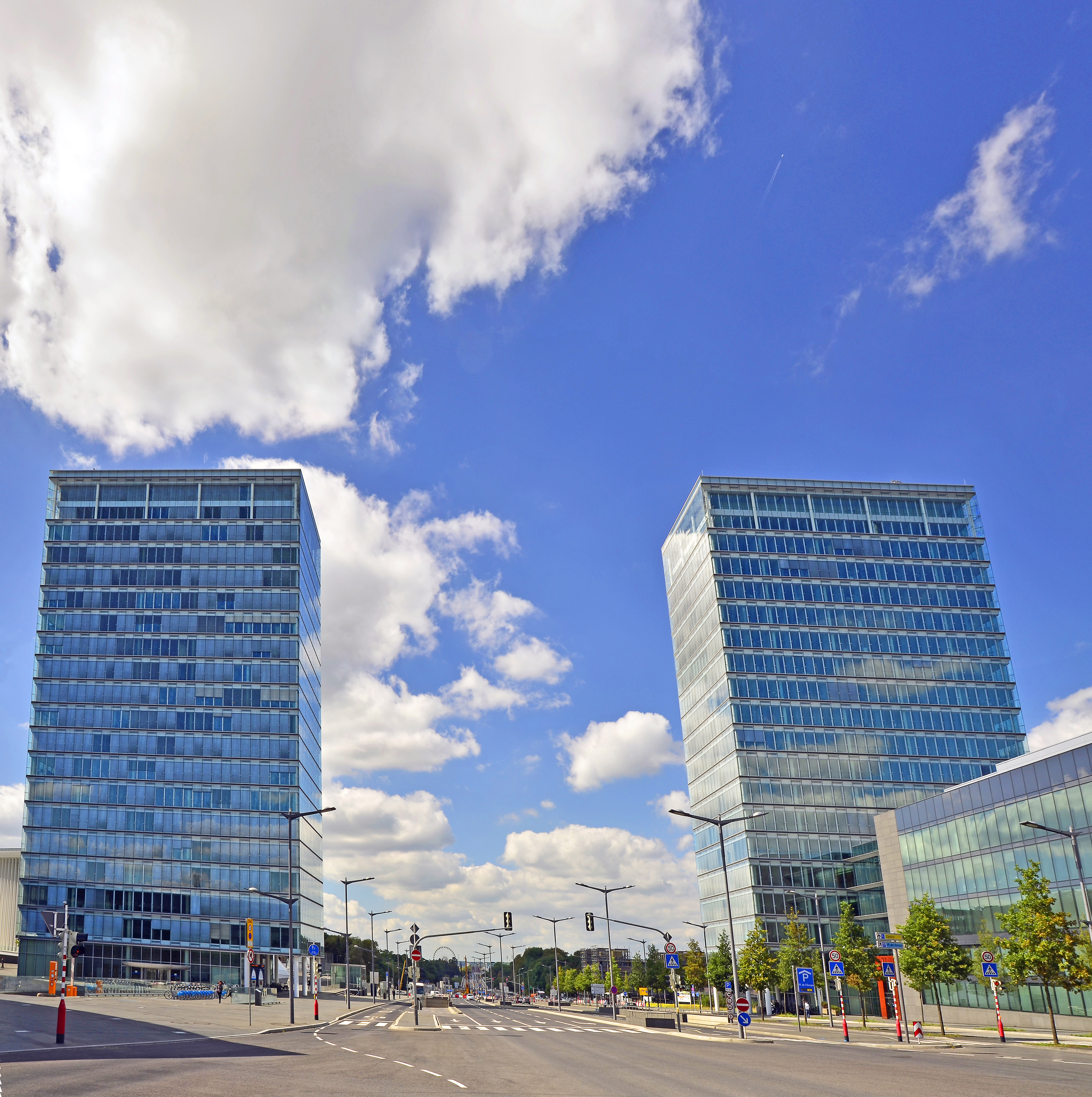
Die zwei Türme der Porte de l'Europe
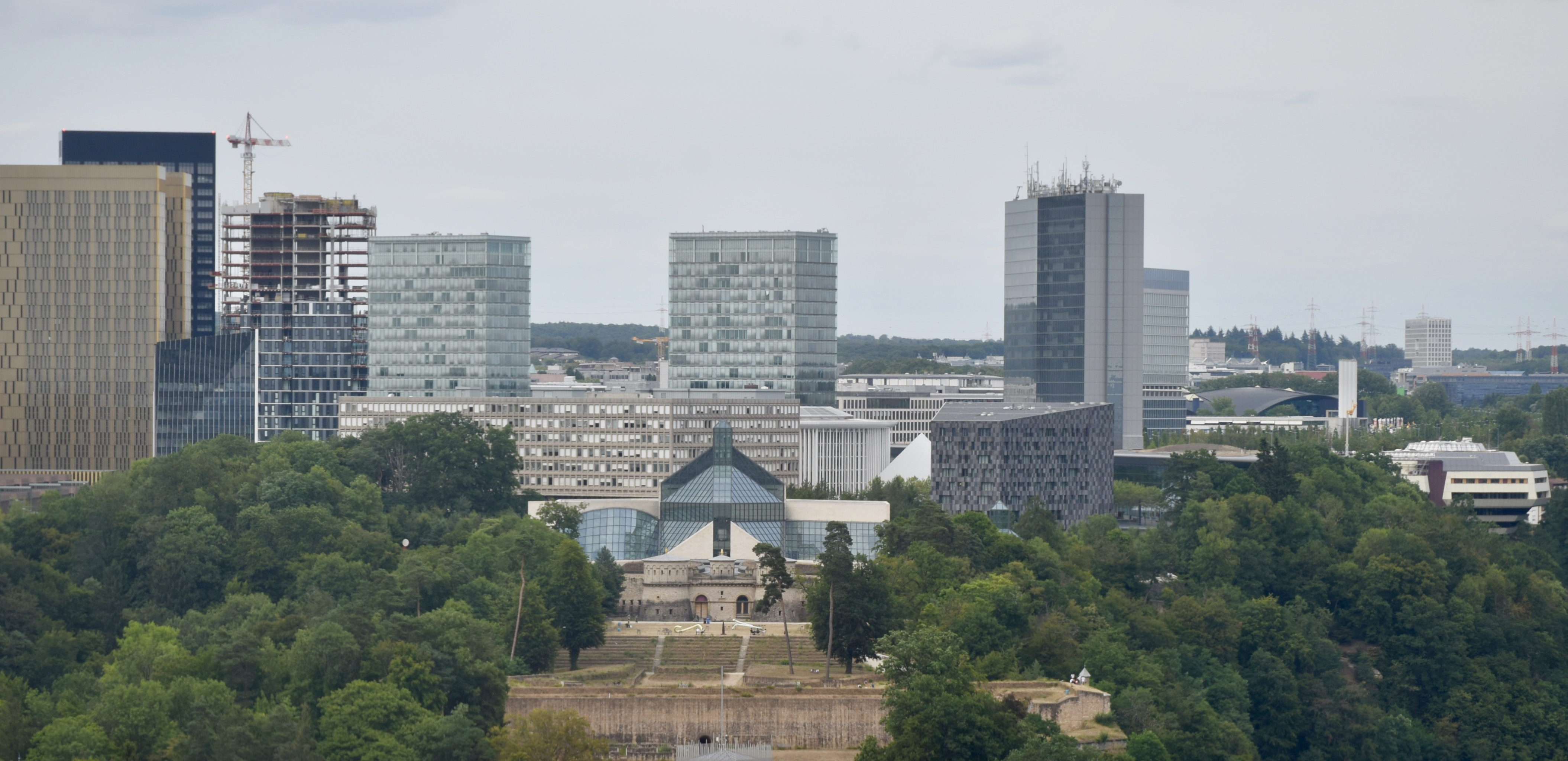
Blick auf das Fort Thüngen (Vordergrund) und auf den Place d l'Europe